# Лэнгвилл, Линдсей Грэм
Линдсей Грэм Лэнгвилл (англ. Lyndesay Graham Langwill; 1897, Эдинбург — 1 сентября 1983, там же) — британский музыковед.
Окончил Эдинбургский университет (в дальнейшем, в 1964 г., удостоивший его почётной степени магистра искусств). Унаследовал от отца небольшую частную бухгалтерскую практику. Музыкант-любитель.
Увлёкшись фаготом, перевёл на английский язык единственную доступную книгу по истории этого инструмента — «Фагот» Вильгельма Германа Геккеля, выучив для этого немецкий язык. Послав перевод автору, был приглашён на геккелевскую фабрику деревянных духовых инструментов в Бибрихе. Сокращённый вариант перевода опубликовал в 1940 г. в американском «Journal of Musicology», в 1939 г. на основе книги Геккеля и собственных разысканий сделал доклад об истории фагота в Королевской музыкальной ассоциации, в 1942 г. сделал там же доклад о контрафаготе. Итогом работы Лэнгвилла в этом направлении стал основательный 270-страничный очерк «Фагот и контрафагот» (англ. Bassoon and Contrabassoon; 1965) в серии «Инструменты симфонического оркестра» лондонского издательства Бенна. Лэнгвиллом написана статья о фаготе в Музыкальном словаре Гроува. Кроме того, Лэнгвилл вместе с Джозефом Ноэлом Бостоном написал книгу «Церковные и кабинетные шарманки: их происхождение, изготовители, музыка и расположение» (англ. Church and chamber barrel-organs: their origin, makers, music and location; 1967), выдержавшую два переиздания.
Составил «Указатель изготовителей деревянных духовых инструментов» (англ. An Index of Musical Wind Instrument Makers), впервые изданный в Эдинбурге в 1960 г., пять раз переиздававшийся, с дополнениями и исправлениями, при жизни автора и выпущенный вновь в 1993 г. как «Новый указатель Лэнгвилла» (англ. New Langwill Index: Dictionary of Musical Wind-instrument Makers and Inventors); указатель включает около 5000 персоналий. Собранная Лэнгвиллом коллекция деревянных духовых инструментов вошла в состав коллекции исторических музыкальных инструментов Эдинбургского университета.
Помимо этого, Лэнгвилл был активистом движения защиты животных. С 1924 по 1967 гг. он занимал должность секретаря и казначея в Шотландском обществе по предотвращению жестокого обращения с животными, был вице-президентом Всемирной федерации защиты животных.